# Carmen (film 1926)
Carmen è un film muto del 1926 diretto da Jacques Feyder.

## Trama
Un giovane brigadiere, don José, lascia tutto, spinto dalla passione per la zingara Carmen, e diventa prima disertore e poi contrabbandiere per starle vicino. Per avere tutta per sé la donna, giunge a uccidere il suo amante Garcia. Ma Carmen, una donna libera, gli è infedele e lo lascia per Lucas, un torero, scatenando la follia omicida di Josè.

## Produzione
Il film venne girato in esterni a Siviglia, Cordova, Bayonne e Nizza. Le riprese in interni vennero fatte negli studi di Montreuil e a Joinville, negli studi des Réservoirs.

## Distribuzione
In Francia, il film fu distribuito da Les Films Armor uscendo in sala il 5 novembre 1926. Fu distribuito anche in Finlandia (21 agosto 1927), in Portogallo (3 ottobre 1927) e, dall'Eastern Film Company, negli Stati Uniti (5 maggio 1928).